# 100 гривень
100 гри́вень — номінал банкнот України, що вводяться в обіг Національним банком України (НБУ) з 1996 року. Також з 1998 року вводяться в обіг ювілейні та пам'ятні з дорогоцінних металів цього номіналу. До 22 серпня 2001 року, коли в обіг було введено банкноту у 200 гривень — 100 гривень було найбільшим номіналом серед банкнот України. Крім цього, цей номінал між 1918—1920 роками випускала УНР. 

## Історія

### Банкноти УНР
Після проголошення Української Народної Республіки (УНР) третім універсалом Центральної Ради у листопаді 1917 року почалася активна розробка власної валюти. Створенням своєї фінансової системи і грошових знаків, як ще одного чинника державотворення, опікувався Генеральний секретаріат фінансів та промисловості на чолі з Михайлом Туган-Барановським. 1 січня 1918 року Центральна Рада ухвалила «Тимчасовий закон про випуск державних кредитових білетів УНР». Першими українськими грошима стали банкноти «100 карбованців», оформлені художником-графіком Георгієм Нарбутом. Після проголошення самостійності УНР та з огляду на часті випадки фальшування нової купюри (яка робилася зі звичайного паперу, не мала захисних водяних знаків; окрім того більшовики, тікаючи з Києва, викрали і вивезли до Москви кліше грошового білета), Центральна Рада 1 березня 1918 року ухвалила закон «Про грошову одиницю, биття монети та друк кредитових державних білетів». Запроваджувалася нова грошова одиниця — гривня, «що має містити 8,712 долі щирого золота; гривня ділиться на 100 шагів; 2 гривні відповідають одному карбованцеві емісії 1917 р.». З настанням радянського періоду в історії України, гроші у гривневому найменуванні зникли з обігу аж до середини 1990-х років. На початку 1920-х років, після розпуску УНР, Раднаркомом на землях Радянської України були запроваджені перші радянські карбованці (так звані «більшовицькі тисячки»).

### Сучасна Україна
У вересні 1991 року, після проголошення Україною незалежности у серпні того року на тлі розпаду Радянського Союзу, Верховною Радою УРСР було прийнято рішення щодо випуску банкнот-гривень. Однак перед введенням гривні спочатку, 1992 року, була запроваджена перехідна тимчасова валюта — купонокарбованець. Перші банкноти-гривні були випущені НБУ в обіг лише через 4 роки, під час грошової реформи 1996 року, протягом 2—16 вересня.
Зі слів автора перших банкнот сучасної України Василя Лопати, у квітні 1991 року відомих художників УРСР запросили для участі в розробці ескізів нової української валюти. До складу колективу з розробки ескізів увійшли народний художник України Олександр Данченко, заслужений діяч мистецтв України Василь Перевальський, заслужені художники України: Володимир Юрчишин, Сергій Якутович і сам Василь Лопата. Робота по створенню банкнот проходила під егідою комісії Верховної Ради України з питань економічних реформ та управління народним господарством, а також комісії з питань культури й духовного відродження. У цій роботі взяли участь народні депутати України: Лесь Танюк, Павло Мовчан, Дмитро Павличко, Володимир Яворівський, Іван Заєць й інші. Ескізи банкнот розглядала Президія Верховної Ради під головуванням Леоніда Кравчука, який затвердив ескізи, підготовлені Василем Лопатою.
Загалом, з 1996 року НБУ було введено в обіг три покоління 100-гривневих банкнот. Через відсутність необхідного для цього обладнання — у першій половині 1990-х років банкноти доводилося друкувати у Канаді та Великій Британії. Надалі, починаючи з 2000-х років — вони вже друкувалися в Україні. Всі покоління є різними за дизайном, зокрема: різноманітними не лише за коліром та малюнком, але і за розміром — якщо перші дві серії мали однаковий розмір, то у третій його вже зменшили; крім цього, з кожною наступною серією — ускладнювался система їхнього захисту від підробки.
2020 року, з метою поліпшення організації готівкового обігу, НБУ заявив про вилучення з обігу банкнот, випущених до 2003 року. З 1 жовтня того року ці банкноти перестали бути законним засобом платежу.
Також, з 1 жовтня 2020 року НБУ розпочав поступове вилучення з обігу всіх банкнот третього покоління. Ці банкноти перебувають в обігу до прийняття окремого рішення Правлінням НБУ щодо їх повного вилучення.
100-гривневі банкноти третього покоління, після оголошення початку вилучення з обігу залишаються дійсним платіжним засобом. Ними можна продовжувати розраховуватися, їх не потрібно спеціально обмінювати. Водночас, потрапляючи в банки, вони більше не повертаються в готівковий обіг, а вилучаються банками та передаються до НБУ для утилізації. Після встановленої НБУ дати банкноти перестають бути платіжним засобом; усі магазини, ресторани, заклади сфери побуту не приймають їх під час готівкових розрахунків за товари та послуги; встановлюється часовий період для обміну на платіжні банкноти та монети у банках.

## Опис банкнот УНР
Протягом 1918 року в Берліні для УНР було видрукувано банкноти номіналом у 100 гривень. Дизайн банкноти із зображенням робітника з молотом та селянки з серпом на тлі розкішного вінка з квітів і плодів — розробив Георгій Нарбут. Банкнота мала однолітерний семизначний номер й підписи Директора Державного банку і Скарбника.
|  |  | 175 × 115 | Синій | Селянин та селянка, номінал, тризуб, пояснювальні написи, декоративні орнаменти | Номінал, тризуб пояснювальні написи, декоративні орнаменти | 1918 | 17 жовтня 1918 | Після 1920 |

## Опис банкнот сучасної України

### Загальне оформлення
100-гривневі банкноти всіх поколіннь традиційно містять на аверсі графічний портрет Тараса Шевченка (1814—1861) — видатного українського поета, прозаїка, мислителя, живописця, гравера, етнографа, громадського діяча та національний героя і символа України. Реверс банкноти, в залежності від серії, містив зображення: будівлі Верховної Ради України (побудованої 1939 року); Софійського собору (заснованого 1037 року); пейзаж з видом на Дніпро; або  Червоного корпусу Київського Національного університету ім. Т. Шевченка, відкритого 1843 року.
Банкноти мали написи «Національний банк України» та «Україна» (крім третього покоління). Крім підпису Голів НБУ, банкноти першого покоління мали десятизначні номери, а всіх наступних поколіннь — дволітерні-семизначні номери. Вони друкуються на спеціальному білому папері, що має відтінок, який відповідає основному кольору банкноти.

### Елементи захисту
На сьогодні НБУ випускає банкноти, що мають сучасний дизайн та надійний захист від підроблення. Наявні елементи захисту на 100-гривневих банкнотах дозволяють гарантовано виявляти підроблені грошові знаки як при уважному візуальному та тактильному контролі без застосування спеціальних детекторів, так і за допомогою спеціального обладнання, що дозволяє перевіряти справжність банкнот в ультрафіолетовому та інфрачервоному діапазонах спектру.
| Елементи захисту             | Перше покоління | Друге покоління | Третє покоління | Четверте покоління | Пам'ятні (2021) |
| ---------------------------- | --------------- | --------------- | --------------- | ------------------ | --------------- |
| Водяний знак                 | Так             | Так             | Так             | Так                | Так             |
| Захисна стрічка              | Ні              | Так             | Так             | Так                | Так             |
| Рельєфні елементи            | Так             | Так             | Так             | Так                | Так             |
| Суміщений малюнок            | Ні              | Так             | Так             | Так                | Так             |
| Райдужний друк               | Ні              | Ні              | Так             | Так                | Так             |
| Антисканерна сітка           | Так             | Так             | Так             | Так                | Так             |
| Кодоване латентне зображення | Ні              | Ні              | Так             | Так                | Так             |
| Мікротекст                   | Так             | Так             | Так             | Так                | Так             |
| Знак для сліпих              | Ні              | Так             | Так             | Так                | Так             |
| Видимі захисні волокна       | Так             | Так             | Так             | Ні                 | Ні              |
| Невидимі захисні волокна     | Ні              | Так             | Так             | Так                | Так             |
| Флуоресцентний номер         | Так             | Так             | Так             | Так                | Так             |
| Магнітний номер              | Так             | Так             | Так             | Так                | Так             |
| Прихований номінал           | Так             | Так             | Так             | Так                | Так             |
| Флуоресцентний друк          | Так             | Так             | Так             | Так                | Так             |
| Високий друк                 | Так             | Так             | Так             | Так                | Так             |
| Орловський друк              | Так             | Так             | Так             | Так                | Так             |
| Оптично-змінний елемент      | Ні              | Ні              | Так             | Так                | Так             |
| «Віконна» захисна стрічка    | Ні              | Так             | Ні              | Так                | Так             |
| Елемент SPARK                | Так             | Ні              | Ні              | Так                | Так             |

| - Невидимі захисні зображення (2005, аверс) - Невидимі захисні зображення (2014 четвертого покоління, аверс) - Невидимі захисні зображення (2014 третього покоління, реверс) - Водяний знак (2005) - Захисна стрічка (2005) |

### Перелік стандартних випусків

#### Банкноти першого покоління
Зразки банкнот цієї серії були надруковані канадською фірмою «Canadian Bank Note Company» 1992 року, проте до обігу вони не потрапили. Вони мали водяний знак у формі тризубів, зображених світлими лініями, розташованими по всій площі купюр, й ще такий елемент захисту, як — латентне зображення на аверсі (ліворуч від портрету Шевченка). Авторами ескізу банкноти є художник Василь Лопата й Борис Максимов.
|  |  | Вадим Гетьман | 135 × 70 | Зелений | Тарас Шевченко | Верховна Рада України | 1992 | В обігу не була |

#### Банкноти другого покоління
Банкноти цієї серії друкувалися британською фірмою «De La Rue» 1996 року та Банкнотно-монетним двором НБУ (надалі всі українські банкноти друкувалися лише на цьому підприємстві) 2000 року. Особливістю цієї серії було те, що рік друку не вказувався. Основою портрету Тараса Шевченка послужило його фото 1859 року). Серед нововведень були: латентне зобрження з цифрою «100»; крім Софійського собору, на реверсі з'явилося зображення пам'ятника Володимиру Великому у Києві (встановлений 1853 року); у товщі паперу було розміщено захисну полімерну стрічку шириною 1 мм, на якій містився повторюваний напис «Україна»; водяний знак у вигляді портрету Шевченка, розташований у білому полі ліворуч купюри (що застосовувлося і у наступних серіях банкнот); знак для сліпих; суміщений малюнок.    
Банкноти ввели в обіг 1996 року. З 2010 року вони почали вилучатися з обігу, а 2020-го — перестали бути законним платіжним засобом.
| Перелік випусків 100-гривневих банкнот другого покоління | Перелік випусків 100-гривневих банкнот другого покоління | Перелік випусків 100-гривневих банкнот другого покоління | Перелік випусків 100-гривневих банкнот другого покоління | Перелік випусків 100-гривневих банкнот другого покоління | Перелік випусків 100-гривневих банкнот другого покоління | Перелік випусків 100-гривневих банкнот другого покоління | Перелік випусків 100-гривневих банкнот другого покоління | Перелік випусків 100-гривневих банкнот другого покоління | Перелік випусків 100-гривневих банкнот другого покоління | Перелік випусків 100-гривневих банкнот другого покоління |
| Зображення                                               | Зображення                                               | Підпис                                                   | Розміри (мм)                                             | Основний колір                                           | Опис                                                     | Опис                                                     | Дата                                                     | Дата                                                     | Дата                                                     | Дата                                                     |
| Аверс                                                    | Реверс                                                   | Підпис                                                   | Розміри (мм)                                             | Основний колір                                           | Аверс                                                    | Реверс                                                   | першого друку                                            | випуску                                                  | початку вилучення                                        | неплатіжності                                            |
| -------------------------------------------------------- | -------------------------------------------------------- | -------------------------------------------------------- | -------------------------------------------------------- | -------------------------------------------------------- | -------------------------------------------------------- | -------------------------------------------------------- | -------------------------------------------------------- | -------------------------------------------------------- | -------------------------------------------------------- | -------------------------------------------------------- |
|                                                          |                                                          | Вадим Гетьман                                            | 133 × 66                                                 | Коричнево-зелений                                        | Тарас Шевченко                                           | Софійський собор                                         | не вказано                                               | 2 вересня 1996                                           | 1 січня 2010                                             | 1 жовтня 2020                                            |
|                                                          |                                                          | Віктор Ющенко                                            | 133 × 66                                                 | Коричнево-зелений                                        | Тарас Шевченко                                           | Софійський собор                                         | не вказано                                               | 2 вересня 1996                                           | 1 січня 2010                                             | 1 жовтня 2020                                            |

#### Банкноти третього покоління
Банкноти цієї серії друкувалися у 2005, 2011 і 2014 роках. Основою зображення Шевченка послужив його автопортрет 1840 року. На аверсі, біля портрету Шевченка, з'явилося зображення фрагменту з його картини «Катерина» 1842 року. На реверсі з'явилося зображення кобзаря та хлопчика, взяті з малюнка Шевченка «Козак-бандурист» 1843 року, на тлі краєвиду на річку Дніпро з боку Чернечої гори біля Канева; та логотип НБУ. Іншими нововведеннями стали: водяний знак представлений, крім портрету Шевченка, символом гривні; додтково з'явився водяний знак у вигляді символу гривні; вживлена в папір захисна стрічка з написом «100 ГРН» та тризубом (була використана і у наступній серії); оптично-змінний елемент у вигляді цифри номіналу на аверсі; на реверсі, по середині банкноти, з'явилася цитата з вірша поета «Чи ми ще зійдемося знову...» з циклу «В казематі»:
|  | Свою Україну любіть. Любіть її… Во время люте, В остатню тяжкую минуту За неї Господа моліть. |

Банкноти ввели в обіг 2006 року. З 2023 року вони почали поступово вилучатися з обігу з метою їх заміни на оновлені грошові знаки.
| Перелік випусків 100-гривневих банкнот третього покоління | Перелік випусків 100-гривневих банкнот третього покоління | Перелік випусків 100-гривневих банкнот третього покоління | Перелік випусків 100-гривневих банкнот третього покоління | Перелік випусків 100-гривневих банкнот третього покоління | Перелік випусків 100-гривневих банкнот третього покоління | Перелік випусків 100-гривневих банкнот третього покоління | Перелік випусків 100-гривневих банкнот третього покоління | Перелік випусків 100-гривневих банкнот третього покоління | Перелік випусків 100-гривневих банкнот третього покоління | Перелік випусків 100-гривневих банкнот третього покоління |
| Зображення                                                | Зображення                                                | Підпис                                                    | Розміри (мм)                                              | Основний колір                                            | Опис                                                      | Опис                                                      | Дата                                                      | Дата                                                      | Дата                                                      | Дата                                                      |
| Аверс                                                     | Реверс                                                    | Підпис                                                    | Розміри (мм)                                              | Основний колір                                            | Аверс                                                     | Реверс                                                    | першого друку                                             | випуску                                                   | початку вилучення                                         | статус                                                    |
| --------------------------------------------------------- | --------------------------------------------------------- | --------------------------------------------------------- | --------------------------------------------------------- | --------------------------------------------------------- | --------------------------------------------------------- | --------------------------------------------------------- | --------------------------------------------------------- | --------------------------------------------------------- | --------------------------------------------------------- | --------------------------------------------------------- |
|                                                           |                                                           | Володимир Стельмах                                        | 142 × 75                                                  | Жовто-коричневий                                          | Тарас Шевченко, Катерина                                  | Кобзар, Чернеча гора, річка Дніпро                        | 2005                                                      | 20 лютого 2006                                            | 1 січня 2023                                              | В обігу                                                   |
|                                                           |                                                           | Сергій Арбузов                                            | 142 × 75                                                  | Жовто-коричневий                                          | Тарас Шевченко, Катерина                                  | Кобзар, Чернеча гора, річка Дніпро                        | 2011                                                      | 1 березня 2012                                            | 1 січня 2023                                              | В обігу                                                   |
|                                                           |                                                           | Степан Кубів                                              | 142 × 75                                                  | Жовто-коричневий                                          | Тарас Шевченко, Катерина                                  | Кобзар, Чернеча гора, річка Дніпро                        | 2014                                                      | 1 червня 2014                                             | 1 січня 2023                                              | В обігу                                                   |

#### Банкноти четвертого покоління
Банкноти цієї серії друкувалися у 2014, 2019, 2021 і 2022 роках. Одними із нововведень серії стало: SPARK-елемент (оптично-змінне зображення, що має кінетичний ефект; при зміні кута нахилу банкноти на ділянках зображення спостерігаються поступові переходи від одного кольору до іншого) у вигляді палітри з пензлями; «віконна» захисна стрічка (частково введена в товщу паперу захисна стрічка з яскраво вираженим кінетичним ефектом; при зміні кута нахилу банкноти змінюється напрямок руху фонового зображення стрічки), стрічка містить цифри «100» та символ української гривні, вона виходить з товщі паперу три рази; водяний знак представлений, крім портрету Шевченка, цифрою номіналу. Кодоване латентне зображенням з номіналом було розташоване у правому боці аверсу, але у іншому вигляді. 
| Перелік випусків 100-гривневих банкнот четвертого покоління | Перелік випусків 100-гривневих банкнот четвертого покоління | Перелік випусків 100-гривневих банкнот четвертого покоління | Перелік випусків 100-гривневих банкнот четвертого покоління | Перелік випусків 100-гривневих банкнот четвертого покоління | Перелік випусків 100-гривневих банкнот четвертого покоління | Перелік випусків 100-гривневих банкнот четвертого покоління | Перелік випусків 100-гривневих банкнот четвертого покоління | Перелік випусків 100-гривневих банкнот четвертого покоління | Перелік випусків 100-гривневих банкнот четвертого покоління | Перелік випусків 100-гривневих банкнот четвертого покоління |
| Зображення                                                  | Зображення                                                  | Підпис                                                      | Розміри (мм)                                                | Основний колір                                              | Опис                                                        | Опис                                                        | Дата                                                        | Дата                                                        | Дата                                                        | Дата                                                        |
| Аверс                                                       | Реверс                                                      | Підпис                                                      | Розміри (мм)                                                | Основний колір                                              | Аверс                                                       | Реверс                                                      | першого друку                                               | випуску                                                     | статус                                                      |                                                             |
| ----------------------------------------------------------- | ----------------------------------------------------------- | ----------------------------------------------------------- | ----------------------------------------------------------- | ----------------------------------------------------------- | ----------------------------------------------------------- | ----------------------------------------------------------- | ----------------------------------------------------------- | ----------------------------------------------------------- | ----------------------------------------------------------- | ----------------------------------------------------------- |
|                                                             |                                                             | Валерія Гонтарева                                           | 142 × 75                                                    | Жовто-оливковий                                             | Тарас Шевченко                                              | Київський університет ім. Т. Шевченка                       | 2014                                                        | 9 березня 2015                                              | В обігу                                                     |                                                             |
|                                                             |                                                             | Яків Смолій                                                 | 142 × 75                                                    | Жовто-оливковий                                             | Тарас Шевченко                                              | Київський університет ім. Т. Шевченка                       | 2019                                                        | 17 грудня 2019                                              | В обігу                                                     |                                                             |
|                                                             |                                                             | Кирило Шевченко                                             | 142 × 75                                                    | Жовто-оливковий                                             | Тарас Шевченко                                              | Київський університет ім. Т. Шевченка                       | 2021                                                        | 7 вересня 2021                                              | В обігу                                                     |                                                             |
|                                                             |                                                             | Андрій Пишний                                               | 142 × 75                                                    | Жовто-оливковий                                             | Тарас Шевченко                                              | Київський університет ім. Т. Шевченка                       | 2022                                                        | 19 грудня 2022                                              | В обігу                                                     |                                                             |

### Перелік пам'ятних та сувенірних випусків

#### Сувенірна банкнота 2018 року
17 грудня 2018 року НБУ випустив сувенірну 100-гривневу банкноту, яка не є платіжним засобом. Випуск банкноти приурочений до 100-річчя випуску банкнот аналогічного номіналу УНР, у зв'язку з цим на ній було розміщено SPARK-елемент у вигляді напису «100 років». В основу дизайну банкноти покладено зображення банкноти 100 гривень УНР зразка 1918 року, авторства Георгія Нарбута.
|  |  | 170 × 80 | Синій | Селянин та селянка, номінал, тризуб, пояснювальні написи, декоративні орнаменти | Номінал, тризуб пояснювальні написи, декоративні орнаменти | 17 грудня 2018 року |

#### Пам'ятна банкнота 2021 року
20 серпня 2021 року введена в обіг пам'ятна 100-гривнева банкнота четвертого покоління, присячена «30-річчю Незалежності України». Від банкнот звичайного випуску вона відрізнялася нанесенням на реверсі трафаретним друком спеціальною оптично-змінною фарбою офіційної символіки (айдентики) напису: «30 років Незалежності України». Вийшло 30 тисяч штук банкноти, вона має серії ЯА з номерами 0000001-0030000. Пам'ятні банкноти є законними платіжними засобами нарівні із зразками звичайних випусків.
| Пам'ятна 100-гривнева банкнота четвертого покоління 2021 року | Пам'ятна 100-гривнева банкнота четвертого покоління 2021 року | Пам'ятна 100-гривнева банкнота четвертого покоління 2021 року | Пам'ятна 100-гривнева банкнота четвертого покоління 2021 року | Пам'ятна 100-гривнева банкнота четвертого покоління 2021 року | Пам'ятна 100-гривнева банкнота четвертого покоління 2021 року | Пам'ятна 100-гривнева банкнота четвертого покоління 2021 року | Пам'ятна 100-гривнева банкнота четвертого покоління 2021 року | Пам'ятна 100-гривнева банкнота четвертого покоління 2021 року | Пам'ятна 100-гривнева банкнота четвертого покоління 2021 року | Пам'ятна 100-гривнева банкнота четвертого покоління 2021 року |
| Зображення                                                    | Зображення                                                    | Підпис                                                        | Розміри, мм                                                   | Основний колір                                                | Опис                                                          | Опис                                                          | Дата                                                          | Дата                                                          | Дата                                                          | Дата                                                          |
| Аверс                                                         | Реверс                                                        | Підпис                                                        | Розміри, мм                                                   | Основний колір                                                | Аверс                                                         | Реверс                                                        | першого друку                                                 | випуску                                                       | статус                                                        |                                                               |
| ------------------------------------------------------------- | ------------------------------------------------------------- | ------------------------------------------------------------- | ------------------------------------------------------------- | ------------------------------------------------------------- | ------------------------------------------------------------- | ------------------------------------------------------------- | ------------------------------------------------------------- | ------------------------------------------------------------- | ------------------------------------------------------------- | ------------------------------------------------------------- |
|                                                               |                                                               | Кирило Шевченко                                               | 142 × 75                                                      | Жовто-оливковий                                               | Тарас Шевченко                                                | Київський університет ім. Т. Шевченка                         | 2021                                                          | 20 серпня 2021                                                | В обігу                                                       |                                                               |

## Кількість банкнот в обігу
Станом на 1 квітня 2024 року в грошовому обігу України перебувало 160,3 млн штук 100-гривневих банкнот, що складає 5,9 % від загальної кількості банкнот всіх номіналів.

## Пам'ятні та ювілейні монети
З 1998 року НБУ карбуються срібні та золоті пам'ятні та ювілейні 100-гривневі монети. Вони карбуються у якості анциркулейтед, або пруф. Першою такою монетою стала — «Київський псалтир».

### Золоті монети
Золоті монети мають ідентичні параметри. Екземпляри, випущені 1998 року, карбуються з металу 900 проби й мають вагу 15,55 г при діаметрі 25 мм; а після 1998-го — 31,1 г при діаметрі 32 мм. Тираж кожного типу монет становить від 1000 до 4000 екземплярів.
| Назва                                   | Тираж | Дата випуску      | Аверс | Реверс |
| --------------------------------------- | ----- | ----------------- | ----- | ------ |
| 20 років незалежності України           | 1000  | 19 серпня 2011    |       |        |
| Боспорське царство                      | 3000  | 28 липня 2010     |       |        |
| Енеїда                                  | 2000  | 28 жовтня 1998    |       |        |
| Золоті ворота                           | 2000  | 29 червня 2004    |       |        |
| Київський псалтир                       | 2000  | 22 січня 1998     |       |        |
| Михайлівський Золотоверхий собор        | 3000  | 28 грудня 1998    |       |        |
| Острозька Біблія                        | 4000  | 15 листопада 2007 |       |        |
| Пектораль                               | 1500  | 28 липня 2003     |       |        |
| Успенський собор Києво-Печерської лаври | 3000  | 30 грудня 1998    |       |        |
| Херсонес Таврійський                    | 3000  | 28 липня 2009     |       |        |

### Срібні монети
Срібні монети всіх випусків карбуються з металу 999 проби й мають вагу 1000 грамів при діаметрі 100 мм. Тираж кожного типу монет становить 700—1501 екземплярів.
| Назва                                                  | Тираж | Дата випуску   | Аверс | Реверс |
| ------------------------------------------------------ | ----- | -------------- | ----- | ------ |
| 10 років відродження грошової одиниці України — гривні | 1501  | 29 серпня 2006 |       |        |
| Міжнародний рік астрономії                             | 700   | 15 червня 2009 |       |        |
| Хрещення Київської Русі                                | 800   | 29 серпня 2006 |       |        |